# Illés Fanni
Illés Fanni (Keszthely, 1992. május 1. –) paralimpiai, világ- és kétszeres Európa-bajnok magyar paraúszó.

## Pályafutása
Végtaghiányos sportoló, születési rendellenesség miatt alsó lábszárak nélkül és összenőtt ujjakkal. Az orvosok tanácsa ellenére szülei nem mondtak le róla, és átlagos gyerekként nevelték. 2004-ben kezdett el úszni a gerincferdülése miatt, egy héten kétszer. A következő hónapokban az edzések száma megnőtt kettőről négyre, aztán négyről hatra, a végén már mindennap edzett, és másfél év múlva teljesítményével bekerült a paraúszó-válogatottba.
Ekkor érezte azt, hogy „rút kiskacsából hattyúvá vált”. Ahogy ő mondja, az úszás segített elfogadni a saját állapotát, valamint sok más fogyatékossággal élő embernél nyitottabbá válnia a világ felé.
Öt paralimpiai játékokon (2008. Peking, 2012. London, 2016. Rio de Janeiro, 2020. Tokió, 2024 Párizs,) képviselte Magyarországot a magyar paralimpiai csapat tagjaként. 2019-ben Londonban 100 méter mellen világbajnok lett, így megszerezte az egyenes kvótát a 2020-as tokiói nyári paralimpiai játékokra ahol elsőként ért célba, ezzel paralimpiai bajnok lett, mellyel megszerezte Magyarország 150. aranyérmét a paralimpiai játékokon.
Küldetése, hogy a sztereotip gondolkodásmódból fakadó falakat ledöntse. „Sokan otthon ragadnak a négy fal között, és nem találják meg a helyüket a társadalomban, mi vagyunk a láthatatlan réteg. Az emberek megbámulnak, mert csak ritkán látnak testi fogyatékossággal élő embereket. Még ha én nem is gondolok hátrányként a lábaim hiányára, ők sajnálni fognak, mert idegen számukra. A szüleim arra neveltek, hogy soha ne ijedjek meg egy váratlan helyzetben, és nem is teszem. Ha valamit a fejembe veszek, azt véghez viszem, akkor is, ha közben kapok pár pofont az élettől. Sokáig azt gondoltam, hogy azért születtem lábak nélkül és összenőtt ujjakkal, hogy paralimpiai bajnok legyek, de most már tudom, azért vagyok itt, hogy kapocs lehessek a fogyatékossággal élő és a »tipikus« emberek között. Csatorna vagyok az információ és az elfogadás számára. Persze egyszer még paralimpiai bajnok is leszek, addig hajtom magam, amíg csak van rá esélyem.”
2022 nyarán szülte meg első és egészséges gyermekét, részben emiatt októberben egy nyílt levélben bírálta azokat, akik a korábbi években egyfajta lesajnáló vagy hibakereső módon sorra azzal próbálták szembesíteni, hogy mikre nem lesz képes – többek közt egészséges gyermeket szülni –, ezzel szemben mindre rácáfolt, ezzel felhívva a figyelmet a negatív, előítéletes gondolkodás megváltoztatására.
A 2024-es párizsi paralimpián 100 mellen SM6-os kategóriában óriási hajrával ezüstérmet szerzett.
Jelenleg az úszás az élete középpontja, minden más eköré épül fel. A Vasas SC úszója. A jövőben szeretne mentorként foglalkozni a testi fogyatékos úszókkal a parasportban. Közreműködésével indult el az edzője, Szabó Álmos vezette Vasas Paraúszó Szakosztály, az első olyan klub Magyarországon, amely kifejezetten a paraúszók felfedezésére és a kezdő parasportolók profi szintre történő kinevelésére, fejlesztésére szakosodott, nem integrált klubkörnyezetben.
Saját alapítványa van az Arany pillangó, amellyel a fiatal paraúszókat és családjaikat is támogatja.
Kategória: S6, SB4, SM6

## Legjobb eredményei
- 2021. Tokió, paralimpia: ARANYÉREM 100 mell, 5. hely 4x100 gyorsváltó, 11. hely 400 gyors
- 2021. Funchal, Európa-bajnokság: ARANYÉREM 100 mell, EZÜSTÉREM 4x100 gyorsváltó, 4. hely 400 gyors, 4. hely 100 gyors
- 2019. London, világbajnokság: ARANYÉREM 100 mell, 8. hely 100 gyors, 9. hely 100 hát, 13. hely 200 vegyes
- 2018. Dublin, Európa-bajnokság: ARANYÉREM 100 mell, 10. hely 100 gyors, 10. hely 200 vegyes
- 2017. Mexikóváros, világbajnokság: BRONZÉREM 100 mell, 4. hely 200 vegyes, 8. hely 100 gyors
- 2016. Rio de Janeiro, paralimpia: 5. hely 100 mell, 9. hely 100 hát, 9. hely 400 gyors, 10. hely 100 gyors
- 2016. Funchal, Európa-bajnokság: BRONZÉREM 100 mell, BRONZÉREM 4 × 100 vegyesváltó, 6. hely 400 gyors, 7. hely 100 hát, 9. hely 100 gyors
- 2015. Szocsi, IWAS Világjátékok: EZÜSTÉREM 100 mell, EZÜSTÉREM 400 gyors
- 2015. Glasgow, világbajnokság: (EZÜST 100 mell – kizárták), 9. hely 400 gyors, 11. hely 100 gyors
- 2014. Eindhoven, Európa-bajnokság: BRONZÉREM 100 mell, 4. hely 400 gyors, 4. hely 4 × 50 vegyesváltó, 4. hely 4 × 50 gyorsváltó, 4. hely 4×100 gyorsváltó, 6. hely 100 gyors, 6. hely 100 hát, 7. hely 200 vegyes, 7. hely 50 gyors
- 2013. Montreál, világbajnokság: 6. hely 400 gyors, 7. hely 100 mell, 7. hely 100 hát, 5. hely 4 × 50 gyorsváltó, 5. hely 4×50 vegyesváltó, 5. hely 4 × 100 gyorsváltó
- 2012. London, paralimpia: 8. hely 100 mell, 9. hely 400 gyors, 9. hely 100 hát, 11. hely 200 vegyes
- 2011. Berlin, Európa-bajnokság: BRONZÉREM 100 mell, 4. hely 400 gyors , 6. hely 100 hát, 7. hely 100 gyors
- 2010. Eindhoven, világbajnokság: 5. hely 100 mell, 6. hely 100 hát, 7. hely 400 gyors
- 2009. Reykjavík, Európa-bajnokság: 4. hely 100 mell, 4. hely 100 hát, 5. hely 400 gyors , 6. hely 200 vegyes , 6. hely 100 gyors gyors
- 2008. Peking, paralimpia: 8. hely 100 mell, 9. hely 400 gyors, 9. hely 100 hát
- 2006. Durban, világbajnokság: 7. hely 100 mell, 7. hely 400 gyors

Több mint nyolcvanszoros magyar bajnok.

## Tanulmányai
Elsőként az ELTE Bölcsészettudományi Karára járt másfél évig, ahol irodalmat hallgatott. Majd a Társadalomtudományi Kar szociális munka szakára kezdett járni.

## Díjai, elismerései
- Jó tanuló – jó sportoló diákja díj - Zala megye (2008)
- Az Év Legjobb Női Sportolója - Zalaegerszeg (2008)
- Jubileumi FODISZ-díj - Példakép kategória, a fogyatékossággal élők elfogadtatása terén végzett kiemelkedő tevékenységéért, példaértékű sportteljesítményéért (2018)
- Az Év Zalai Embere díj (2008)
- Az Év Egyetemi Sportolója - Aranyplakett (2019, 2021)
- Rezi díszpolgára (2021)[10]
- ELTE Elismerő Oklevél (2021)[11]
- A Magyar Érdemrend tisztikeresztje (2021)[12]
- Zala megye díszpolgára (2022)[13]
- Sport Marketing Awards - Legértékesebb Parasportoló I. helyezett (2022)[14]
- Kaposvári József-díj (2022)[15]
- A Magyar Érdemrend parancsnoki keresztje (polgári tagozat) (2024)[16]

## Magánélete
Párja és edzője Szabó Álmos 2021 novemberében kérte meg Fanni kezét, első közös gyermekük 2022 júliusában született.